# Jordi Zegabè
Jordi Zegabè (en llatí Georgius Zegabenus) fou un escriptor romà d'Orient d'època tardana.
Va escriure una obra sobre les set vocals i les vint-i-quatre consonants anomenada περὶ τῶν ἑπτὰ φωνηέντων καὶ περὶ τῶν εἰκοσιτεσσάρων στοιχείων, en vers (avui a la Biblioteca Imperial de Viena). Ell mateix diu a la introducció que era pobre i mancat de tot allò més elemental. Va escriure i traduir altres obres esmentades per Fabricius.